# Cessna Citation Excel
Die Cessna Citation Excel ist ein zweistrahliges Geschäftsreiseflugzeug des amerikanischen Flugzeugherstellers Cessna. Sie gehört zur Flugzeugfamilie der Citation. Bei der Cessna Citation XLS, XLS+ und Ascend handelt es sich um Weiterentwicklungen der Citation Excel.

## Geschichte
Die Cessna Citation Excel (auch Cessna 560XL) wurde im Oktober 1994 zum ersten Mal vorgestellt. Der Prototyp wurde im Februar 1995 gebaut und flog am 29. Februar 1996 zum ersten Mal. Die Zulassung folgte im April 1998 und bereits wenige Monate später begann die Auslieferung der ersten Modelle. Der Rumpf der Citation Excel basiert auf einer Vorlage, die auch für die Modelle Citation X, III, VI und VII verwendet wurde.
Im August 2000 verkaufte Cessna das 100. Modell. Zu dieser Zeit verließ alle drei Tage ein neues Flugzeug die Produktionshallen.
Die aktuelle Variante diese Typs, Citation XLS+, erhielt am 30. Mai 2008 ihre Zulassung von der FAA. Die Zulassung in Europa erfolgte 2009. Sie verfügt über eine moderne Avionik mit Rockwell Collins Pro Line 21 und ein FADEC-System zur Triebwerkssteuerung. Zusätzlich wurde die Innengestaltung geändert. Die erste Auslieferung sollte noch 2008 erfolgen. Bisher (Stand Ende 2008) liegen 225 Bestellungen für die Citation XLS+ vor.
2023 wurde die Citation Ascend als Nachfolger der XLS+ angekündigt. Diese wird voraussichtlich 2025 in Produktion gehen und mit Pratt & Whitney Canada PW545D-Triebwerken, Garmin G5000-Avionik und neuer Kabine ausgestattet werden, während Flügeldesign und Rumpfkonstruktion und Leitwerk der XLS+ beibehalten werden.

## Technische Daten

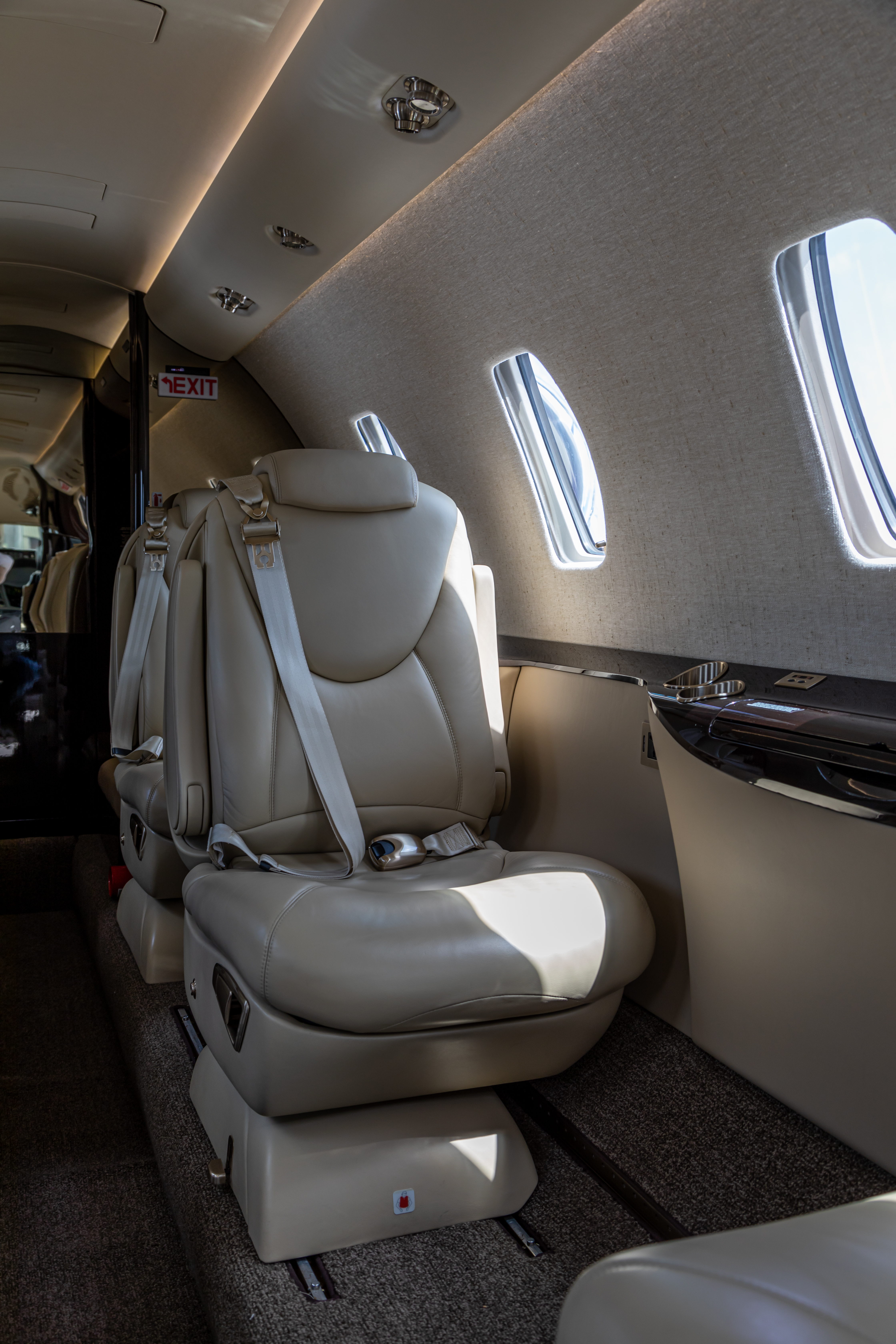
Kabine einer Citation XLS+

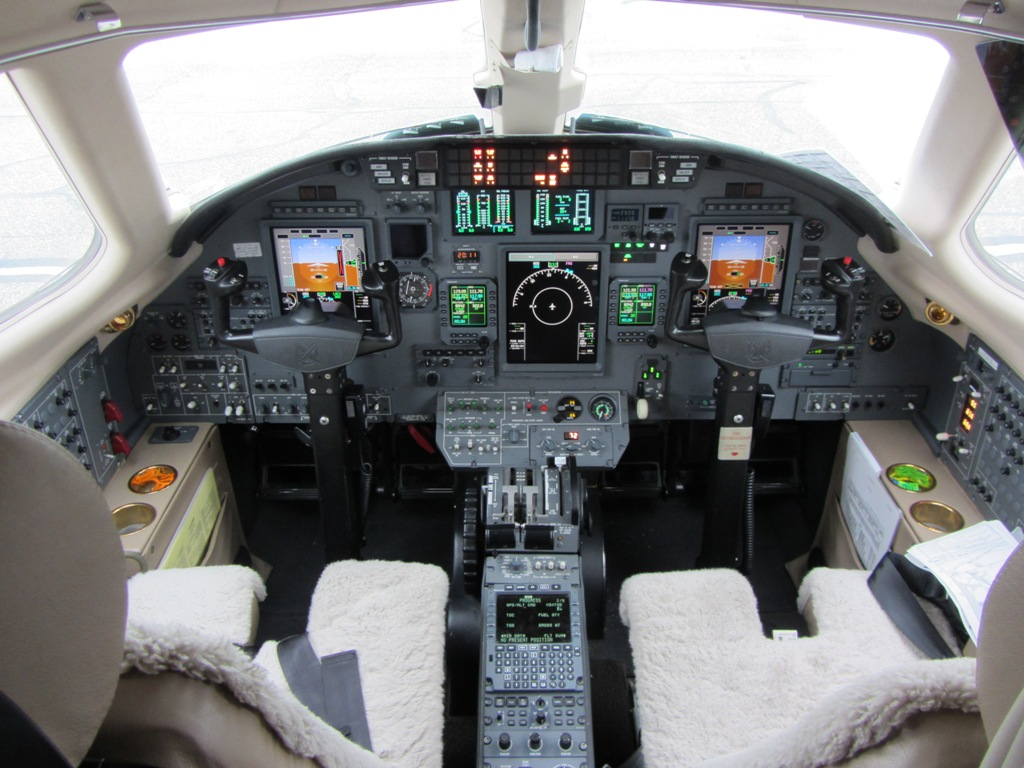
Cockpit der Cessna 560XL

Die Angaben beziehen sich auf die aktuelle Marktversion XLS+.

### Abmessungen
| Länge             | 16 m    |
| Spannweite        | 17,17 m |
| Höhe              | 5,23 m  |
| Kabinenlänge      | 5,64 m  |
| Kabinenhöhe       | 1,73 m  |
| Kabinenbreite     | 1,68 m  |
| Gepäckraumvolumen | 2,5 m³  |

### Allgemeine Angaben
| Passagiere     | 9                          |
| Landestrecke   | 969 m                      |
| Startstrecke   | 1085 m                     |
| Kaufpreis      | $ 11,86 Mio.               |
| Besatzung      | 2 (Pilot/Copilot)          |
| Betriebskosten | $ 1769 pro Stunde          |
| Triebwerke     | 2 × Pratt & Whitney PW545C |

### Massenangaben
| Leermasse       | 6849 kg |
| Max. Nutzlast   | 1043 kg |
| Max. Startmasse | 9163 kg |
| Max. Landemasse | 8482 kg |

### Leistungen
| Max. Reisegeschwindigkeit | 817 km/h                |
| Max. Reichweite           | 3441 km                 |
| Dienstgipfelhöhe          | 45 000 ft (13 716 m)    |
| Schub                     | 2 × 18,32 kN (4119 lbs) |